# Fredrik Ysander
Lars Fredrik Ysander, född 29 mars 1891 i Tölö församling, Hallands län, död 30 december 1971 i Malmö, var en svensk läkare.

## Biografi
Fredrik Ysander var son till kyrkoherden Bengt Ysander och Amanda Maria Wetterquist samt bror till Torsten Ysander. Efter mogenhetsexamen i Göteborg 1909 studerade han vid Uppsala universitet och blev medicine kandidat 1915, medicine licentiat 1922 samt efter disputation 1924 medicine doktor 1925. Han blev 1923 läkare och 1932 överläkare vid svenska sjukhuset i Tirupattur i Sydindien samt 1929 föreståndare för spetälskepolikliniken i Dindigul. Förutom doktorsavhandlingen om missbildningar med flera vetenskapliga avhandlingar skrev Ysander flera arbeten om sin verksamhet som missionsläkare, bland annat Vardagsbilder från Tirupatur (1934) och Boken om Tirupatur (1936).